# AB III
AB III – trzeci album studyjny amerykańskiej rockowej formacji Alter Bridge, którego premierę wyznaczono na 11 października 2010.
31 sierpnia na oficjalnej stronie zespołu ujawniono okładkę albumu oraz ogłoszono, iż singlami promującymi wydawnictwo będą takie utwory jak "Isolation" i "Wonderful Life". 6 września na oficjalnej stronie wytwórni Roadrunner Records udostępniony został utwór "Isolation", który jako oficjalny singiel wydany został 26 września. 17 września zespół udostępnił do pobrania utwór "Words Darker Than Their Wings". Był on dostępny przez 48 godzin. 4 października wytwórnia Roadrunner udostępniła do przesłuchania cały album. 21 stycznia 2011 w Australii singlem stał się utwór "I Know It Hurts".
Tytuł utworu "Coeur D'Alene" oznacza nazwę jeziora obok miasta o tej samej nazwie w stanie Idaho, przy którym wokalista Myles Kennedy zamieszkuje. Piosenka opowiada o jego zaciszu domowym, z którym jezioro mu się kojarzy.
17 października 2011 ukazała się specjalna edycja płyty, zatytułowana AB III.5, na której zamieszczono wszystkie 3 utwory dodatkowe oraz film dokumentalny "One By One".

## Lista utworów
Źródło.
1. Slip To The Void - 4:55
2. Isolation - 4:15
3. Ghost Of Days Gone By - 4:28
4. All Hope Is Gone - 4:51
5. Still Remains - 4:47
6. Make It Right - 4:18
7. Wonderful Life - 5:22
8. I Know It Hurts - 3:57
9. Show Me A Sign - 5:58
10. Fallout - 4:24
11. Breathe Again - 4:24
12. Coeur D'Alene - 4:33
13. Life Must Go On - 4:34
14. Words Darker Than Their Wings - 5:21

Utwory bonusowe:
15. "Zero" - 3:46 (tylko amerykańska edycja albumu)
16. "Home" - 5:36 (tylko amerykańska edycja albumu)
17. "Never Born to Follow" - 4:04 (tylko japońska edycja albumu)

## Twórcy
Skład zespołu
- Myles Kennedy – wokal prowadzący, gitara rytmiczna, gitara prowadząca, keyboard
- Mark Tremonti – gitara prowadząca, gitara rytmiczna, wokal wspierający, wokal prowadzący w utworze "Words Darker Than Their Wings"
- Brian Marshall – gitara basowa
- Scott Phillips – perkusja

Inni
- Michael "Elvis" Baskette – produkcja muzyczna
- Brian Sperber – miksowanie[14]
- Ted Jensen – mastering[15]